# 下哈拉西米夫卡
48°18′16″N 39°58′10″E / 48.30444°N 39.96944°E
下哈拉西米夫卡（烏克蘭語：Нижня Гарасимівка）是位於烏克蘭東部的村莊，由盧甘斯克州多夫然斯克區的索羅基內市鎮負責管轄。該村面積5.88平方公里，2001年人口858，人口密度每平方公里146人。